# Cohors I Sequanorum et Rauracorum

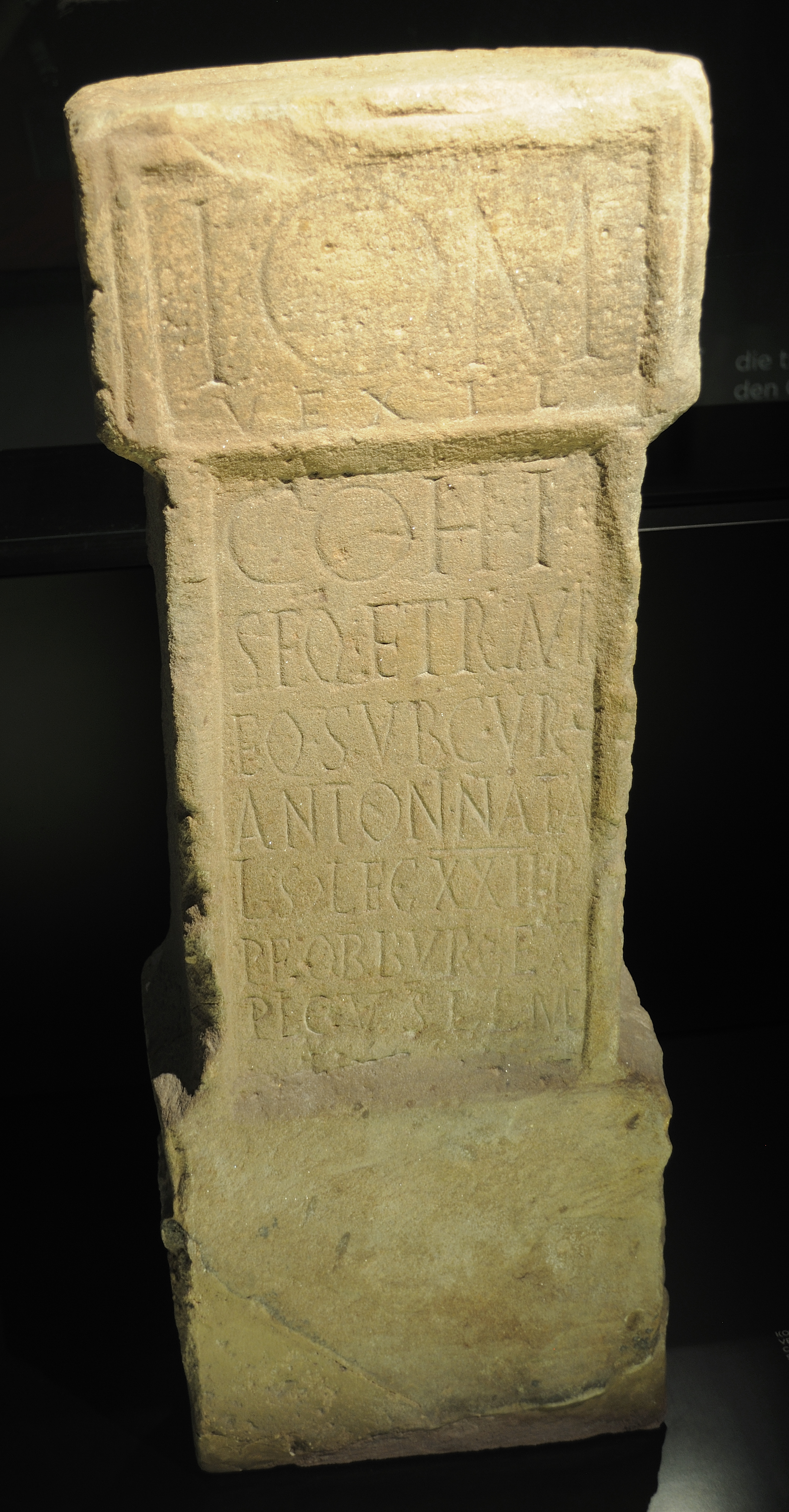
Der Altar des Antonius Natalis

Die Cohors I Sequanorum et Rauracorum [equitata] (deutsch 1. Kohorte der Sequaner und Rauraker [teilberitten]) war eine römische Auxiliareinheit. Sie ist durch Inschriften belegt.

## Namensbestandteile
- Cohors: Die Kohorte war eine Infanterieeinheit der Auxiliartruppen in der römischen Armee.

- I: Die römische Zahl steht für die Ordnungszahl die erste (lateinisch prima). Daher wird der Name dieser Militäreinheit als Cohors prima .. ausgesprochen.

- Sequanorum et Rauracorum: der Sequaner und Rauraker. Die Soldaten der Kohorte wurden bei Aufstellung der Einheit aus den gallischen Volksstämmen der Sequaner und Rauraker auf dem Gebiet der römischen Provinz Gallia Belgica rekrutiert.

- equitata: teilberitten. Die Einheit war ein gemischter Verband aus Infanterie und Kavallerie. Der Zusatz kommt in zwei Inschriften[1] vor.

Da es keine Hinweise auf den Namenszusatz milliaria (1000 Mann) gibt, war die Einheit eine Cohors quingenaria equitata. Die Sollstärke der Kohorte lag bei 600 Mann (480 Mann Infanterie und 120 Reiter), bestehend aus 6 Centurien Infanterie mit jeweils 80 Mann sowie 4 Turmae Kavallerie mit jeweils 30 Reitern.

## Geschichte
Die Kohorte war in der Provinz Germania superior stationiert. Sie ist in mehreren Inschriften, von denen eine auf 191 n. Chr. datiert ist, aufgeführt.
Die Einheit war vermutlich zunächst im Kastell Oberscheidental stationiert. An diesem Standort war ihr der Numerus Brittonum Triputiensium zugeordnet. Um 159/161 wurde die Kohorte im Zuge einer Verschiebung des Limes nach Osten ins Kastell Miltenberg-Altstadt verlegt. Der Numerus wird seiner Kohorte, der er zugeteilt war, vermutlich dorthin gefolgt sein.

## Standorte
Standorte der Kohorte in Germania superior waren möglicherweise:
| - Kastell Oberscheidental | - Kastell Miltenberg-Altstadt (Miltenberg): drei Inschriften wurden hier gefunden. |

Drei weitere Inschriften wurden an verschiedenen Orten der ehemaligen Provinz Germania superior gefunden.

## Angehörige der Kohorte
Folgende Angehörige der Kohorte sind bekannt.

### Kommandeure
| - Antonius Natalis, ein Centurio der Legio XXII Primigenia - Claudius Iustinus, ein Centurio der Legio XXII Primigenia | - Gaius Sempronius Martialis, ein Präfekt - [S]extilius P[]us, ein Centurio der Legio XXII Primigenia (CIL 13, 7325) |

### Sonstige
- Mansuetinius Se[], ein Centurio (CIL 13, 6604)